# 王升庭
王升庭（1892年11月10日—1952年11月16日），名履階，又名復階，號升庭〔升廷〕。河南省沁陽縣城内西門街人。民國37年（1948年）在河南省第二選區當選第一屆立法委員。

## 生平
- 河南陸軍小學堂、北京清河陸軍第一預備學校畢業
- 民國7年，陸軍軍官學校步兵科畢業生，授陸軍步兵少尉[3]
- 歷任豫軍第三混成旅步兵團排長、連長、團長，1927年1月任河南保衛軍總司令（靳雲鶚）部參謀處作戰科科長，河南保衛軍第十二軍（軍長張治公）司令部參贊，後任軍司令部參謀長，兼任暫編第十九師師長等職，率部與北伐的國民革命軍作戰，戰敗後被整編免職，1936年2月7日授陸軍少將，抗戰時任第十四集團軍〔劉茂恩〕總司令部駐渝辦事處處長[4]，1946年7月退為備役[5]
- 民國37年，當選立法委員，曾出席第一屆立法院第五會期國防委員會、預算委員會；第六會期國防委員會、預算委員會；第七會期財政委員會、法制委員會；第八會期財政委員會、國防委員會；第九會期財政委員會、國防委員會；第十會期國防委員會、財政委員會
- 1952年11月10日病逝[6][7][8]